# Chamaeleo calyptratus
Chamaeleo calyptratus este o specie de cameleon din genul Chamaeleo, familia Chamaeleonidae, ordinul Squamata, descrisă de Auguste Henri André Duméril și Duméril 1851. A fost clasificată de IUCN ca specie cu risc scăzut.

## Subspecii
Această specie cuprinde următoarele subspecii:
- C. c. calyptratus
- C. c. calcarifer